# اف‌اس‌او

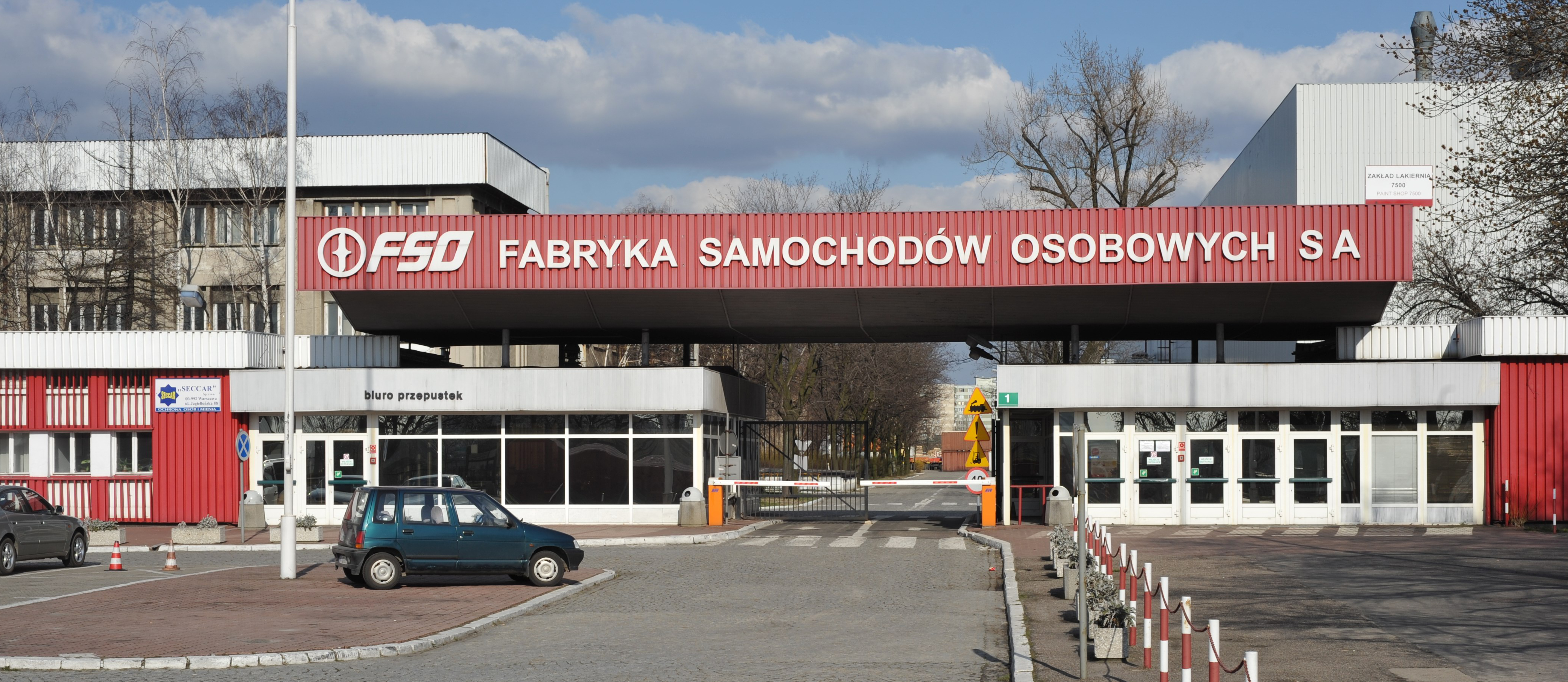
کارخانه مرکزی اف‌اس‌او

اف‌اس‌او (به انگلیسی: FSO) شرکت خودروسازی لهستانی است، که در سال ۱۹۴۸ از مشارکت دولت لهستان و شرکت ایتالیایی فیات راه‌اندازی شد.
از سال ۱۹۹۴ در پی امضای قرارداد با شرکت‌های جنرال موتورز و دوو موتورز مونتاژ خودروهای برند شورلت، اوپل و دوو نیز به محصولات این شرکت اضافه شد. دفتر مرکزی و کارخانه اصلی شرکت اف‌اس‌او در شهر ورشو، لهستان قرار دارد.